# Lichnanthe lupina
Lichnanthe lupina är en skalbaggsart som beskrevs av Leconte 1856. Lichnanthe lupina ingår i släktet Lichnanthe och familjen Glaphyridae. Inga underarter finns listade i Catalogue of Life.